# 民間法人
民間法人（みんかんほうじん）は、政府機関の対比概念であり、一般に、政府が出資をせず運営にも関与しない法人のことをいう。法人格の有無を考慮しない場合は、民間団体ともいう。
日本では、行政改革の一環として特殊法人などの民営化を論じる際に法人の分類として用いるほか、公民連携（public–private partnership）において官・公（public agency）の対比として民（private sector entity）を指す際に使われる。
1983年（昭和58年）3月14日の第二次臨時行政調査会「行政改革に関する第五次答申」では、特殊法人などを「民間法人化」するとし、民間法人化とは、次のいずれかの条件に合致する法人にすることであるとした。
- 条件1：商法、民法上の法人であって、民法上の法人で、国又はこれに準ずるものの出資が制度上及び実態上ないもの。
- 条件2：商法、民法以外の法律に基づき設立され、かつ、法律上、数が限定されておらず、国又はこれに準ずるものの出資が制度上及び実態上ないもの。
- 条件3：上記2条件以外の法人で、役員の選任が自主的に行われ、事業の経常的運営に要する経費が国またはこれに準ずるものからの補助金等に依存しないこと。

また、2002年（平成14年）4月26日に閣議決定された「特別の法律により設立される民間法人の運営に関する指導監督基準」の監督対象となる法人を特別民間法人という。